# Namık Kemal Zeybek
 (février 2025).
Si vous disposez d'ouvrages ou d'articles de référence ou si vous connaissez des sites web de qualité traitant du thème abordé ici, merci de compléter l'article en donnant les références utiles à sa vérifiabilité et en les liant à la section « Notes et références ».
Namık Kemal Zeybek né le 14 janvier 1944 à Bayburt, est un homme politique turc.

## Biographie
Diplômé de la faculté de droit de l'Université d'Ankara en 1966. Il travaille comme sous-préfet pendant 10 ans dans diverses sous-préfectures. Entre 1977-1978, il est sous-secrétaire d'État du ministère des douanes et du monopole.
Il rejoint d'abord le parti républicain de la nation paysanne (CKMP), ensuite le parti d'action nationaliste (MHP). Après Coup d'état en 1980 il est jugé dans l'affaire de MHP. Entre 1983-1987, il est coordinateur d'agence Doğan. Député d'Istanbul à deux reprises (1987-1991 et 1995-1999) premier sur la liste de parti de la mère patrie (ANAP) et second sur la liste de parti de la juste voie. Ministre de la culture (1989-1991) et ministre d'État chargé des médias. Il est président du conseil d'administration de l'Université d'Ahmet Yesevi (1993-2006), en 2007, il est secrétaire général du parti de la grande unité et président du parti démocrate (2011-2012).
Il est conseiller principal des premiers ministres Süleyman Demirel et Tansu Çiller chargé de la coordination des États turcs et la Turquie (1992-1994) et conseiller principal du président de la République Süleyman Demirel chargé de la même question (1994-1995).